# Province d'Anvers
Pour les articles homonymes, voir Anvers (homonymie).
Ne doit pas être confondu avec Province d'Anvers (royaume uni des Pays-Bas).
La province d'Anvers (en néerlandais : Provincie Antwerpen) est une province de Belgique située en Région flamande.
Elle est située au nord de la Belgique et est placée sous la tutelle de la Région flamande. C'est la plus peuplée des dix provinces du Royaume avec 1 921 189 habitants(01/01/2025). Elle tient son nom de la principale ville, qui en est aussi le chef-lieu : Anvers.
La province pourrait être rebaptisée « Midden-Brabant », en français « Brabant-Central ». Cette thèse est soutenue par la majorité gouvernementale emmenée par la N-VA, le CD&V et l'Open VLD. Ce changement de nom servirait d'une part, à éviter de confondre la ville d'Anvers et la province, et d'autre part suivre la logique du programme du gouvernement flamand. En effet selon l'accord gouvernemental de Flandre, les villes de Gand et d'Anvers peuvent désormais s'affranchir de la tutelle provinciale grâce à leurs nouveaux rôles métropolitains.

## Héraldique
|  | La province possède des armoiries qui lui ont été octroyées le 7 janvier 1997. Elles sont une combinaison des armoiries du marquisat d'Anvers, des seigneuries de Malines et Turnhout. Les armoiries du marquisat d’Anvers sont une combinaison des armoiries de la ville d’Anvers et de l’aigle du Saint-Empire romain germanique. Le marquisat (ou marche) d'Anvers a été fondé en 1008 par l'empereur Henri II (empereur du Saint-Empire) pour protéger la frontière le long de la rivière Escaut. Outre la province actuelle, certaines parties du Brabant appartenaient également au marquisat. En 1430, le fief devint une partie des États bourguignons, comme pratiquement tous les États de Belgique et des Pays-Bas. Les armoiries ont été conçues en 1430, entre 1008 et 1430, le fief n'en possédant pas. Les ducs de Bourgogne ont ajouté l'aigle impériale pour souligner le pouvoir de l'Empire. Les armoiries n'ont pas été modifiées avant 1581, lorsque deux lions ont été ajoutés en tant que supports. Après la défaite d'Anvers face aux Espagnols en 1585, les lions furent remplacés par deux sauvages, comme dans les armoiries de la ville. La seigneurie de Malines était un bien du prince-évêque de Liège. Il appartenait à la famille Berthout. Les armoiries de la famille Berthout étaient trois pals. En 1490, l'empereur Frédéric III y ajouta l'aigle royal pour remercier la fidélité de ses citoyens à son fils Maximilien. Les armoiries de base n'ont pas changé depuis. Les armoiries ont été accordées pour la première fois le 9 octobre 1816. Elles ont ensuite été placées sur les armes royales néerlandaises, la Belgique faisant toujours partie des Pays-Bas. Après l'indépendance de la Belgique en 1830, les armoiries néerlandaises ont disparu. À l'origine, les armoiries étaient placées sur les armoiries royales belges mais elles ont ensuite été retirées. Les armoiries, cependant, n'ont jamais été officiellement accordées, mais ont été largement utilisées, y compris dès l'arrêté royal du 17 mars 1837 sur la bannière représentant cette province dans les grandes armes du royaume de Belgique. Elles étaient généralement recouvertes d'une couronne ducale. Ce n'est qu'en 1997 que les supports ont été ajoutés et que les armoiries ont été officiellement accordées. Les supports sont le lion de Brabant et le griffon de Malines. Ils sont placés sur deux bois de cerf, qui font référence au cerf dans les armes de Turnhout. La couronne est la couronne d'un marquis. Blasonnement : Parti, en 1 de gueules au château à trois tours ouvertes crénelées d'argent, ajourées et maçonnées de sable, la tour du milieu accompagnée en chef de deux mains appaumées, celle à dextre en bande, celle à senestre en barre, toutes les deux d'argent (qui est de la ville d'Anvers), au chef d'or à une aigle bicéphale de sable armée, becquée, lampassée de gueules et auréolée d'or (qui est de l'Empire); en 2, d'or à 3 pals de gueules, à un écusson d'or à une aigle de sable armée, becquée et lampassée de gueules sur le tout; à la plaine d'argent au pal d'azur (qui est de Turnhout). L'écu sommé d'une couronne de marquis et soutenu à dextre par un lion d'or, armé et lampassé de gueules, à senestre par un griffon d'or, armé et lampassé de gueules. La terrasse composée de deux bois de cerf croisés au naturel. |

## Renseignements divers
- Capitale provinciale : Anvers (Antwerpen)
- Langue officielle : néerlandais
- Superficie : 2 856 km2
- Point culminant : Beerzelberg (56 m)
- Principaux cours d'eau : l'Escaut, le Rupel, la Grande Nèthe, la Petite Nèthe
- Population : 1 921 189
- Densité de population : 672,7 habitants au km2
- Trois arrondissements administratifs :
  - Anvers (Antwerpen)
  - Malines (Mechelen)
  - Turnhout

## Histoire

La province d'Anvers tient ses frontières de l'ancienne province néerlandaise d'Anvers (royaume uni des Pays-Bas, 1815 - 1830) (image), elle-même succédant au département français des Deux-Nèthes.

### Origines et période française
Le territoire de la province d'Anvers trouve ses source dans l'ancien duché de Brabant qui était initialement un État féodal issu du démembrement de la Basse-Lotharingie en 1106 et intégré au Saint-Empire romain germanique. Il fut partagé de fait en 1581 et en droit en 1648 : le nord devint une des entités des Provinces-Unies et le sud resta dans le Saint-Empire jusqu'en 1794. 
Après l'échec de la première annexion française des États de Belgique en 1792, la France révolutionnaire annexe officiellement les Pays-Bas autrichiens, dont fait alors partie Anvers, le 1er octobre 1795 lors de la seconde annexion française des États de Belgique. L'ancien duché de Brabant est alors séparé en deux départements de la Première République française : le département de la Dyle (du nom de la rivière éponyme), autour de Bruxelles et le département des Deux-Nèthes, autour d'Anvers (du nom des rivières Grande Nèthe et Petite Nèthe).
En 1810, lors de l'annexion du royaume de Hollande au Premier Empire, le département est agrandi de l'arrondissement de Bréda.

### Période néerlandaise
Après la chute de Napoléon Bonaparte lors de la bataille de Waterloo le 18 juin 1815, le Premier Empire est définitivement démembré et un nouvel État est créé par le congrès de Vienne la même année : le royaume uni des Pays-Bas. Celui-ci se compose alors de dix-sept provinces : les neuf provinces de l'ancienne république des Provinces-Unies et huit autres, créées par la loi fondamentale du 24 août 1815 dont les deux anciens départements français. 
Ceux-ci sont transposés tels quels en :
- la province néerlandaise d'Anvers, l'ancien département des Deux-Nèthes à l'exception de l'arrondissement de Bréda qui en fut détaché pour être intégré à la province de Brabant-Septentrional ;
- la province du Brabant-Méridional, l'ancien département de la Dyle, partie sud de l'ancien duché de Brabant.

### Période belge

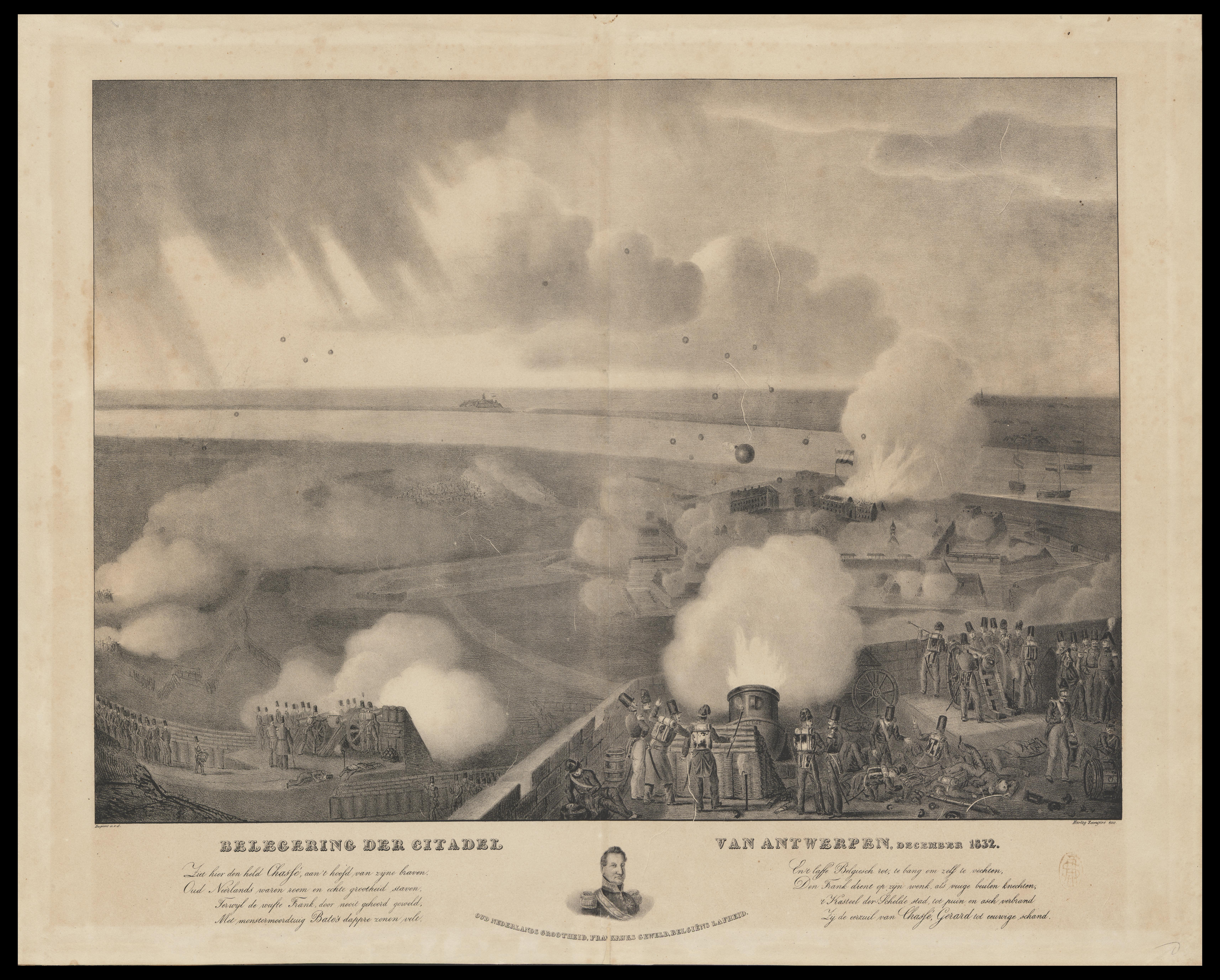
Le siège de la citadelle d'Anvers à l'automne 1832 fut l'un des épisodes importants de la guerre entre la Belgique et les Pays-Bas à la suite de la révolution belge.

À la suite de la révolution belge et de la proclamation d'indépendance du nouveau royaume de Belgique le 4 octobre 1830, le province devint l'actuelle province d'Anvers, bordant le sud de la frontière entre la Belgique et les Pays-Bas.
La province et la ville tiennent une place importante dans la guerre entre la Belgique et les Pays-Bas. En effet, elle fut prise dès le 26 octobre 1830 par les troupes de volontaires révolutionnaires belges. Le 27 octobre 1830, la ville fut bombardée le général néerlandais David Chassé. Après la Campagne des Dix-Jours et la défaite des troupes de Guillaume II d'Orange-Nassau face à la coalition belgo-française, les néerlandais laissèrent une garnison dans la citadelle d'Anvers, ce qui entraina le retour des français et le siège de la ville du 15 novembre au 23 décembre 1832 par l'Armée du Nord du maréchal Étienne Maurice Gérard.
Le 31 mars 1923, les communes de Zwijndrecht et Burcht furent détachées de la province de Flandre-Orientale pour être intégrées à la province d'Anvers.

## Liste des gouverneurs de la province

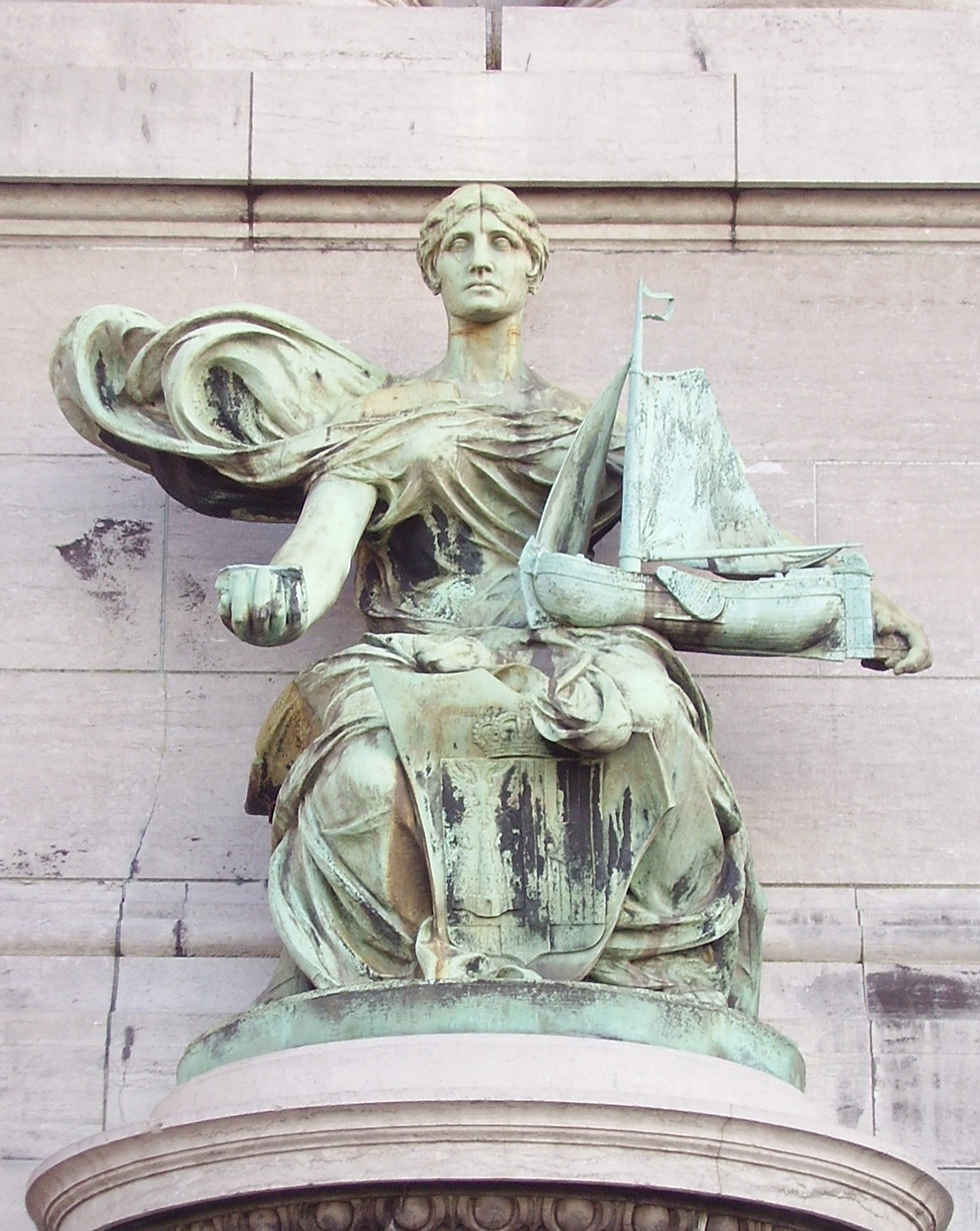
Allégorie de la province d'Anvers par Charles van der Stappen, Parc du Cinquantenaire, Bruxelles.

### Belgique
- 1830 - 1831 : comte François de Robiano (catholique)
- 1831 : Jean-François Tielemans (libéral)
- 1831 - 1832 : Charles Rogier (libéral)
- 1834 - 1840 : Charles Rogier (libéral)
- 1840 - 1844 : Henri de Brouckère (libéral)
- 1844 - 1845 : Jules Malou (catholique)
- 1845 - 1862 : Théodore Teichmann (catholique)
- 1862 - 1887 : chevalier Edward Pycke d'Ideghem (libéral)
- 1887 - 1888 : Charles du Bois de Vroylande (catholique)
- 1889 - 1900 : baron Edward Osy de Zegwaart (catholique)
- 1900 - 1907 : baron Fredegand Cogels (catholique)
- 1907 - 1908 : comte Louis de Brouchoven de Bergeyck (catholique)
- 1908 - 1912 : comte Ferdinand de Baillet-Latour (catholique)
- 1912 - 1923 : baron Gaston van de Werve et de Schilde (catholique)
- 1923 - 1945 : baron Georges Holvoet (catholique)
- 1946 - 1966 : Richard Declerck (socialiste)
- 1967 - 1993 : Andries Kinsbergen (libéral)
- 1993 - 2008 : Camille Paulus (libéral)
- 2008 - ... : Cathy Berx (catholique)

## Commandants militaire[4]
- 1834 - 1837 : général Albert Prisse
- 1837 - 1842 : Jean de Looz-Corswarem
- 1967 - 1970 : colonel BEM P. Verbruggen
- 1970 - 1973 : colonel D. Lismont
- 1974 - 1977 : colonel BEM J. Tijgat, Ir
- 1977 - 1978 : colonel BEM J. De Mild, Ir
- 1978 - 1982 : colonel Avi W. De Permantier
- 1982 - 1987 : colonel BEM T. Snoeck
- 1987 - 1990 : colonel A. Versavel
- 1990 - 1995 : colonel BEM F. Jacobs
- 1995 - 1997 : colonel BEM W. Claeyssens, Ir
- 1997 - 1999 : colonel aviateur H. Van Raemdonck
- 1999 - 2001 : colonel aviateur B. Naudts
- 2001 - 2003 : général-major B. Jacobs
- 2003 - 2005 : colonel BEM M. de Wilde
- 2005 - 2007 : capitaine de vaisseau M. van de Wal
- 2007 - 2009 : colonel BEM J. de Kimpe
- 2009 - 2014 : colonel BEM Dirk Verhaegen
- 2014 - aujourd'hui : colonel BEM P. Haccuria

## Les 67 communes et villes de la province d'Anvers
Les numéros des communes correspondent à leur emplacement sur la carte qui utilise l'ordre alphabétique des noms en néerlandais.
1. Aartselaar
2. Anvers (Antwerpen) (ville)
3. Arendonk
4. Baerle-Duc (Baarle-Hertog)
5. Balen
6. Beerse
7. Berlaar
8. Boechout
9. Bonheiden
10. Boom
11. Bornem
12. Brasschaat
13. Brecht
14. Dessel
15. Duffel
16. Edegem
17. Essen
18. Geel (ville)
19. Grobbendonk
20. Heist-op-den-Berg
21. Hemiksem
22. Herentals (ville)
23. Herenthout
24. Herselt
25. Hoogstraten (ville)
26. Hove
27. Hulshout
28. Kalmthout
29. Kapellen
30. Kasterlee
31. Kontich
32. Laakdal
33. Lierre (Lier) (ville)
34. Lille
35. Lint
36. Malle
37. Malines (Mechelen) (ville)
38. Meerhout
39. Merksplas
40. Mol
41. Mortsel (ville)
42. Niel
43. Nijlen
44. Olen
45. Vieux-Turnhout (Oud-Turnhout)
46. Putte
47. Puers-Saint-Amand (Puurs-Sint-Amands)[5],[6]
48. Ranst
49. Ravels
50. Rethy (Retie)
51. Rijkevorsel
52. Rumst
53. Schelle
54. Schilde
55. Schoten
56. Wavre-Sainte-Catherine (Sint-Katelijne-Waver)
57. Stabroek
58. Turnhout (ville)
59. Vorselaar
60. Vosselaar
61. Westerlo
62. Wijnegem
63. Willebrouck (Willebroek)
64. Wommelgem
65. Westwesel (Wuustwezel)
66. Zandhoven
67. Zoersel

### Particularité
Baerle-Duc (4) est une enclave en territoire néerlandais.

### Communes supprimées en 2025
1. Borsbeek[7],[8]
2. Zwijndrecht[9],[10]

## Arrondissement et Districts Provinciaux
- Arrondissement d'Anvers (Antwerpen)
  - District provincial d'Anvers (Antwerpen)
  - District provincial de Boom
  - District provincial de Kapellen
- Arrondissement de Malines (Mechelen)
  - District provincial de Malines (Mechelen)
  - District provincial de Lierre (Lier)
- Arrondissement de Turnhout
  - District provincial de Turnhout
  - District provincial de Herentals

## Arrondissement judiciaire
La province d'Anvers ne comprend qu'un seul arrondissement judiciaire, celui d'Anvers. Les arrondissements judiciaires d'Anvers, Malines et Turnhout ont été fusionnés en un seul arrondissement judiciaire.

## Démographie

### Évolution démographique
Nombre d'habitants × 1000
- Source : Statbel - Remarque: 1806 jusqu'à 1970=recensement; depuis 1971=nombre d'habitants chaque 1er janvier[1]

### Population par arrondissement
Population au premier janvier de chaque année :
| Arrondissement    | 1990      | 1995      | 2000      | 2005      | 2010      | 2015      | 2020      | 2025      |
| ----------------- | --------- | --------- | --------- | --------- | --------- | --------- | --------- | --------- |
| Anvers            | 922 755   | 933 386   | 932 103   | 948 858   | 985 332   | 1 027 342 | 1 057 736 | 1 076 745 |
| Malines           | 294 858   | 300 692   | 305 670   | 311 472   | 324 311   | 335 418   | 347 125   | 361 424   |
| Turnhout          | 379 697   | 394 589   | 406 199   | 416 528   | 435 219   | 450 522   | 464 869   | 483 020   |
| Province d'Anvers | 1 597 310 | 1 628 667 | 1 643 972 | 1 676 858 | 1 744 862 | 1 813 282 | 1 869 730 | 1 921 189 |

## Sécurité et secours

### Police
Pour les services de police, la province est divisée en 25 zones de police :
| - - 5345 PZ Antwerpen : Anvers - 5346 PZ Zwijndrecht : Zwijndrecht - 5347 PZ Rupel : Boom, Hemiksem, Niel, Rumst et Schelle - 5348 PZ Noord : Kapellen et Stabroek - 5349 PZ Hekla : Aartselaar, Edegem, Hove, Kontich et Lint - 5350 PZ Grens : Kalmthout, Essen et Wuustwezel - 5351 PZ Minos : Boechout, Borsbeek, Mortsel, Wijnegem et Wommelgem - 5352 PZ Brasschaat : Brasschaat - 5353 PZ Schoten : Schoten - 5354 PZ Zara : Ranst et Zandhoven - 5355 PZ Voorkempen : Brecht, Malle, Schilde et Zoersel - 5356 PZ Klein-Brabant : Bornem, Puurs et Sint-Amands - 5357 PZ Willebroek : Willebroek | - - 5358 PZ Mechelen : Malines - 5359 PZ Bodukap : Bonheiden, Duffel, Putte et Wavre-Sainte-Catherine - 5360 PZ Lier : Lierre - 5361 PZ Berlaar-Nijlen : Berlaar et Nijlen - 5362 PZ Heist : Heist-op-den-Berg - 5363 PZ Noorderkempen : Hoogstraten, Merksplas et Rijkevorsel - 5364 PZ Regio Turnhout : Baerle-Duc, Beerse, Kasterlee, Lille, Turnhout, Vieux-Turnhout et Vosselaar - 5365 PZ Zuiderkempen : Herselt, Hulshout et Westerlo - 5366 PZ Geel-Laakdal-Meerhout : Geel, Laakdal et Meerhout - 5367 PZ Kempen Noord-Oost : Arendonk, Ravels et Retie - 5368 PZ Balen-Dessel-Mol : Balen, Dessel et Mol - 5369 PZ Neteland : Grobbendonk, Herentals, Herenthout, Olen et Vorselaar |

### Pompiers

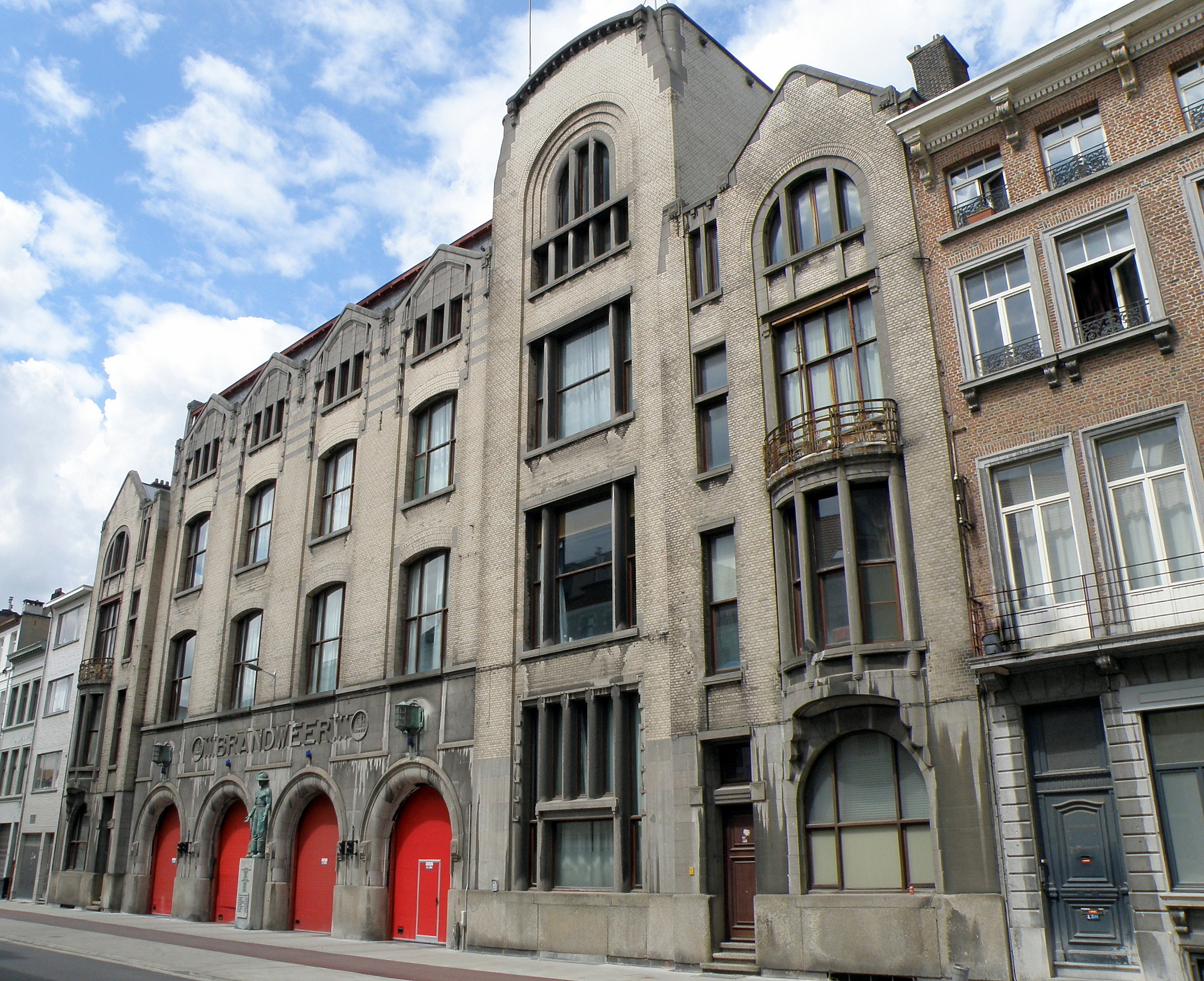
Une des 6 casernes des pompiers de la ville d'Anvers, dans la zone de secours Anvers.

En ce qui concerne les pompiers, la province est divisée en 5 zones de secours :
- Anvers ;
- Campine ;
- Rand ;
- Rivierenland ;
- Toxandrie.

### Protection civile
La province d'Anvers abrite la caserne de la protection civile belge pour la Région flamande à Brasschaat.

## Sport
| Football - YR KV Mechelen évolue en D1 Belge - R.Antwerp FC évolue en D1 Belge - K. Lierse SK évolue en D2 Belge - KFC Dessel Sport évolue en D2 Belge - AS Verbroedering Geel évolue en D2 Belge - KSK Heist évolue en D2 Belge - KRC Malines évolue en D2 Belge - K Rupel Boom FC évolue en D3 Belge - KSV Bornem évolue en D3 Belge - Cappellen FC évolue en D3 Belge - Hoogstraten VV évolue en D3 Belge - KFC Oosterzonen Oosterwijk évolue en D3 Belge - K Berchem Sport 2004 évolue en D3 Belge - FCO Beerschot Wilrijk évolue en D4 Belge - KSC City Pirates évolue en D4 Belge - KFC Sint-Lenaarts évolue en D4 Belge - KFC Zwarte Leeuw évolue en D4 Belge - KVV Vosselaar évolue en D4 Belge - K Witgoor Sport Dessel évolue en D4 Belge - VC Herentals évolue en D4 Belge - K Lyra TSV évolue en D4 Belge - KFC Duffel évolue en D4 Belge | Basket-ball - Antwerp Giants évolue en BNXT League et en D2 - Kangoeroes Malines évolue en BNXT League - Soba Antwerpen évolue en D2 Belge - Sint Jan Antwerpen évolue en D2 Belge - Gembo Borgerhout évolue en D2 Belge Handball - KV Sasja HC Hoboken évolue en BeNe League et en D1 Belge - Olse Merksem HC évolue en D1 Belge et en D2 Belge Volley-ball - VC Argex Duvel Puurs évolue en Ligue A - Topvolley Precura Antwerpen évolue en Ligue A Football - Lierse SK évolue en BeNe League Handball - DHW Antwerpen évolue en D1 Belge - HV Uilenspiegel Wilrijk évolue en D1 Belge - Welta Mechelen évolue en D2 Belge |

## Symboles
Les armoiries d'Anvers sont une combinaison des armes du marquisat d'Anvers, de la seigneurie de Malines et de la ville de Turnhout.